# Колесов, Александр Гаврильевич
Александр Гаврильевич Колесов (род. 14 мая 1973, с. Арбын, Якутская АССР, СССР) — командир якутского добровольческого отряда «Боотур-1» добровольческого батальона «Барс-2», участник вторжения России на Украину, Герой Российской Федерации (2023).

## Биография
Родился в 1973 году. Детство прошло в Оймяконском районе. По окончании 8-го класса Оймяконской средней общеобразовательной школы в 1988 году поступил в Якутское педагогическое училище. Затем проходил срочную службу в Советской армии, в миротворческих силах во время Приднестровского конфликта, г. Бендеры.
После увольнения в запас в 1993 году поступил на службу в органы внутренних дел Якутии. Был инструктором боевой и специальной подготовки в звании младший лейтенант ОМОНа. В 1990-х годах участвовал в Первой чеченской войне, был награждён медалью «За отвагу».
После 1997 года, уволившись в запас, возглавил охранное предприятие. В последующем был занят в строительной и транспортной сферах.
До начала российского вторжения на Украину работал первым заместителем директора Дома дружбы народов имени Кулаковского в Якутске. В конце марта 2022 года вместе с коллегами отправился с гуманитарной помощью для беженцев из Донбасса.  27 июля 2022 года в Якутии был создан первый добровольческий отряд «Боотур-1» во главе с Александром Колесовым. В состав отряда вошли около ста человек. В сентябре 2022 года добровольческий отряд находился на передовой.
В 2022 году его отряд в составе штурмового отряда БАРС-2 сражался на передовой в районе сёл Цуповка, Макарово, Токаревка.  В апреле 2023 года присвоено звание Герой Российской Федерации.

## Семья
Женат, воспитывает троих детей.

## Звания и награды
- Герой Российской Федерации (2023)[3];
- Орден Мужества
- Медаль «За отвагу» (23 февраля 1998 года)[1]